# Os Cangaceiros
Cet article possède un paronyme, voir Cangaceiro (homonymie).
Os Cangaceiros est un groupe autonome apparu en France en 1985. 

## Histoire
Il serait issu, ce qui est contredit par l'écrivain Alèssi Dell'Umbria ,  des Fossoyeurs du vieux monde, groupe autonome actif de 1977 jusqu'à leur exil en Angleterre en 1984,.

## Inspiration
Les Cangaceiros s'inspirent des situationnistes italiens pour prôner le banditisme révolutionnaire. Son nom vient du banditisme répandu au  arrière-pays de Minas Gerais et du  Nord-est du Brésil fin du XIXe siècle jusqu’au mi-XXe siècle, le Cangaço.

## Reflexion, actions
Le groupe disparaît en 1992 après avoir revendiqué plusieurs attentats contre l'Administration pénitentiaire. Ils publient une brochure de réflexion, et de multiples articles anti-industriels, ou concernant la société.
Après un long travail d'enquête en 1990, ils dévoilent les plans des futurs chantiers de construction de nouvelles prisons dans une brochure "13 000 Belles" dont l'introduction est republiée en Juillet 2002 dans le n° 6 du journal L'Envolée.